# Normògraf

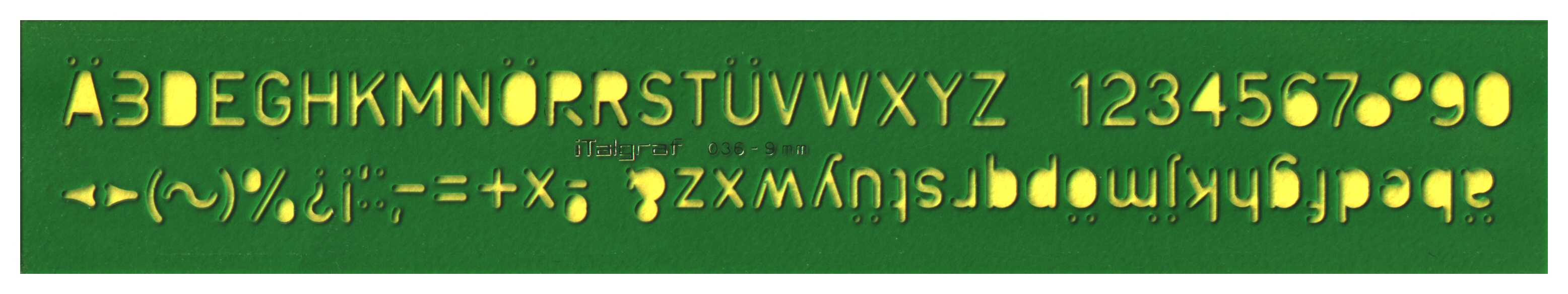
Normògraf de 9 mm.

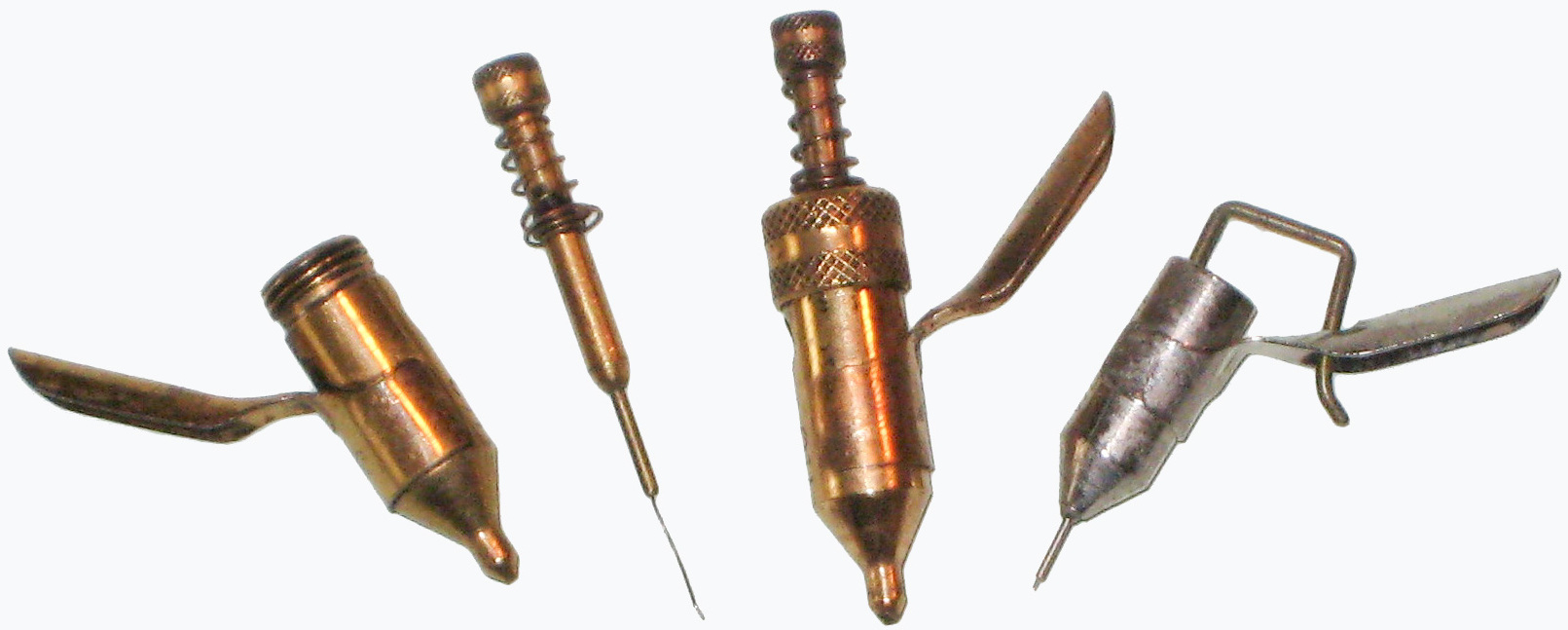
Plomins de normògraf.

Un normògraf és un tipus especial de plantilla utilitzada per escriure caràcters uniformes. Es compon d'una làmina de plàstic o d'un altre material amb les lletres de l'alfabet tallades així com altres formes utilitzades especialment per al dibuix tècnic. Durant dècades han estat essencials per a la retolació de textos i altres formes, en els rètols de plànols i dibuix es poden generar de forma ràpida i bastant uniforme.
Es van utilitzar especialment fins a la popularització i ús massiu de l'ordinador i dels programes de CAD, i la seva relativa facilitat per a l'edició i impressió de caràcters de diferents tipus, sent una eina indispensable d'arquitectes i il·lustradors tècnics en general, per a la retolació i descripció dels plànols dels projectes, en els quals era una bona pràctica utilitzar un normògraf per aconseguir uns textos ben escrits i uniformes.
Un normògraf també podia ser utilitzat per persones analfabetes o semi-analfabetes per aprendre a escriure o millorar la seva lletra. Per ajudar a les persones amb dificultats en l'escriptura, alguns polítics, com Bettino Craxi han realitzat en el curs de la història política, normògrafs específics de cartró amb la seqüència de caràcters del seu cognom, perquè poguessin ser modelats en les votacions.